# Magnetar

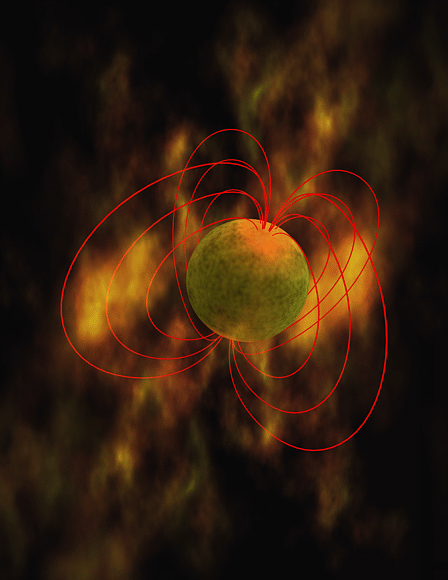
Concepție a unui artist despre un magnetar, fiind reprezentate câmpurile magnetice

Un Magnetar este un tip de stea neutronică cu un câmp magnetic extrem de puternic, emițând radiații electromagnetice de energie extrem de mare, dar și raze X și raze gamma. 
Magnetarele produc câmpuri magnetice de cca 1000 ori mai puternice decât ale stelelor neutronice obișnuite. Se apreciază că ele reprezintă cca 10% din totalul stelelor neutronice.
Cea mai puternică emisiune de radiații gama pe pământ a fost înregistrată la data de 27 decembrie 2004, produsă de magnetarul „SGR 1806-20“ aflat în Calea Lactee, la 50.000 ani-lumină de pământ.